# أمامي الفك
أمامي الفك (الاسم العلمي:Probainognathus) هو جنس منقرض من كلبيات الأسنان عاش حوالي 235 إلى 221.5 مليون سنة مضت، خلال فترة الثلاثي المتأخر في ما هو الآن أمريكا الجنوبية. أمامي الفك هو عضو في فصيلة أماميات الفك وهو قريب من فصيلة الشنيكودونات. قادت أوجه التشابه المختلفة مع الشنيكودونات ألفريد رومر في البداية إلى وضع أمامي الفك داخل تلك الفصيلة ولكن تقرر لاحقا أن الاختلافات كانت كافية لتبرير وضعها داخل أماميات الفك. كان أمامي الفك الجنسني نوعا من كلبيات الأسنان الصغيرة آكلة اللحوم التي تمتلك الميزات التي توفر اتصال بين كلبيات الأسنان والثدييات. الميزة الرئيسية هي ليس فقط وجودالعظم المربع في مفصل الفك ولكن أيضا وجود العظم الحرشفي والعظم السني (فك سفلي). هذا التطور في مفصل الفك هو خطوة هامة في تطور الثدييات حيث أن هذه العظام الحرشفية الفكية هي المفصل المشترك في جميع الثدييات الموجودة حاليا. توفر هذه النتائج أدلة على أن أمامي الفك يجب أن يوضع على الخط التصاعدي التطوري نحو الثدييات.